# Velocidad del aire
Velocidad del aire es uno de los parámetros que se incluye en los cálculos de la sensación térmica. Se expresa en m/s (metro/segundo) y se mide con diversos tipos de anemómetros.

## Influjo sobre la sensación térmica
En las proximidades de la piel, se crea una capa de aire inmóvil que mantiene una temperatura cercana a la de la piel y una humedad relativa alta. El movimiento del aire desplaza ese aire y permite un intercambio de calor más efectivo con el ambiente y un mejor rendimiento de la evaporación del sudor, lo que modifica las condiciones térmicas del cuerpo.
Es agradable la brisa en una situación de calor, puesto que mejora el enfriamiento del cuerpo; se admiten velocidades de hasta 1,50 m/s por poco tiempo. Cuando se trabaja, debe ser inferior a 0,55 m/s, porque se vuelan los papeles.
El movimiento del aire es menos deseable cuando hace frío. Sin embargo, cuando el aire está inmóvil (velocidad igual a 0 m/s), la sensación es siempre desagradable, por lo que cuando hace frío se estiman correctas velocidades comprendidas entre 0,10 y 0,15 m/s.